# أمل إسماعيل
أمل إسماعيل ممثلة يمنية، مثلت في العديد من الأعمال الدرامية والمسرحية اليمنية.

## الحياة الفنية
بدأت حياتها الفنية في المسرح المدرسي في محافظة الحديدة عام 1985م، واحترفت التمثيل من خلال فرقة المسرح الوطني في الحديدة عام 1989م، كما أن لها بعض الأدوار المصاحبة بالغناء بصوتها.

### من أعمالها
- مسلسل المهر.
- مسلسل الوصية.
- مسلسل عندما تبتسم الأحزان.
- مسلسل كشكوش.
- مسلسل قبل الفوات.
- مسلسل فضيلة.
- مسرحية العصافير تبني أعشاشها بين الأصابع.
- مسرحية حوار حوار.
- مسرحية سفر سفر.
- مسرحية القشاش.
- فلم عشر ايام قبل الزفه.
- مسلسل خارج التغطيه .